# Carl August Wunderlich
Carl Reinhold August Wunderlich (Sulz am Neckar, Reino de Wurtemberg, 4 de agosto de 1815 – Leipzig, Imperio Alemán, 25 de septiembre de 1877) fue un médico alemán natural del Reino de Wurtemberg. Es conocido por su trabajo sobre la temperatura corporal que contribuyó al desarrollo del uso del termómetro en medicina. Presentó la fiebre como síntoma de una enfermedad y no como una enfermedad como tal.

## Formación
Hijo de un médico. Su padre falleció cuando él era un niño, por lo que fue criado por su madre, una francesa, y por su abuela. En Stuttgart, en la escuela secundaria, se hizo amigo de Wilhelm Griesinger y Wilhelm Roser. Finalizó la escuela secundaria en 1833, y empezó a estudiar medicina en Tubinga. Defendió su tesis en 1837. Realizó un viaje de estudios a Zúrich, y a París de 1837 a 1838, y también viajó a Viena. De estos viajes sacará el material para su primer libro en 1841; durante el viaje aprenderá tácticas de percusión y auscultación. Se convirtió en asistente en el Hospital Katharinen de Stuttgart. Obtuvo su título de médico en 1838 a raíz de su obra Die Nosologie des Typhus y, en 1840, fue habilitado para dirigir investigaciones.

## Carrera profesional
Hizo su carrera en los hospitales de Tübingen hasta 1850. Luego enseñó medicina en Leipzig y dirigió un servicio de medicina clínica en la Clínica Universitaria St. Jakob.
En octubre de 1851, comenzó a recopilar datos de temperatura de los pacientes ingresados en su sala de hospital en Leipzig. Menciona sus observaciones en una serie de artículos en la prensa médica en alemán; estos artículos también aparecerán, en forma de resumen, en el British Medical Times and Gazette. Todas estas observaciones serán recogidas en 1868 en su gran obra Das Verhalten der Eigenwärme in Krankheiten (Variaciones térmicas en las enfermedades).
Además de sus deberes en el hospital, trabajó con éxito como médico de la ciudad. De 1842 a 1859 fue editor de la revista Archiv für fisiologische Heilkunde, que fundó con sus amigos adolescentes Griesinger y Roser. Durante la guerra franco-prusiana de 1870 dirigió los servicios de medicina militar en Leipzig.
En 1871, fue nombrado miembro de la comisión organizativa del Departamento de Medicina para la construcción y diseño de hospitales psiquiátricos.

## Aportes

### Tabla de fiebre, termómetro y temperatura
La fiebre es un síntoma, no una enfermedad: la fiebre nos habla de la enfermedad. 
La idea de usar el termómetro como instrumento diagnóstico fue propuesto antes por Santorio Santorio y Hermannus Boerhaave, en el siglo XVII, y Antón de Haen, en el XVIII. El aporte de Wunderlich fue la sistematización del uso de la temperatura corporal como signo clínico. Para esto, Wunderlich introdujo de curvas de temperatura para seguir la evolución de las enfermedades. Sobre la base de registros de 25 000 enfermos y de un millón de mediciones axilares, Wunderlich estableció en 1868 la temperatura normal del cuerpo humano entre 37 y 37,5 ºC.
Wunderlich creía que cada enfermedad se caracterizaba por una curva de temperatura específica de esa enfermedad, cosa que resultó ser incorrecta. Además, abogó por la digitalis en el tratamiento de la fiebre tifoidea.

### Síndrome de Wunderlich
Describió un síndrome raro que consiste en una hemorragia retroperitoneal del riñón, que se desplaza hacia los tejidos circundantes. Esto puede deberse a una enfermedad benigna o maligna.Este síndrome recibió el nombre de Wunderlich en su honor. 

## Publicaciones seleccionadas
- Ein Beitrag zur Geschichte und Beurtheilung der gegenwärtigen Heilkunde in Deutschland und Frankreich, Stuttgart, Ebner und Seubert, 1841
- Versuch einer pathologischen Physiologie des Blutes, Stuttgart, Ebner und Seubert, 1845
- Über Pulsdifferenz, Tübingen, 1850
- Handbuch der Pathologie und Therapie, 1850-1852.
- (en latín) Adnotatiunculae quaedam de viribus herbae digitalis, Leipzig, 1851
- Ein Plan zur festeren Begründing der therapeutischen Erfahrungen, Leipzig, 1851
- (en latín) De actionibus quibusdam acidi nitrici caustici in corpus humanum intromissi, Leipzig, 1856
- Grundriss der speciellen Pathologie und Therapie, Stuttgart, 1858
- Geschichte der Medicin : Vorlesungen gehalten zu Leipzig im Sommersemester 1858, Stuttgart, Ebner und Seubert, 1859
- Cholera-Regulativ, Munich, Oldenburg, 1866-1867 (en collaboration avec Max von Pettenkofer)
- Das Verhalten der Eigenwärme in Krankheiten, Leipzig, Otto Wigand, 1868.
  - 1871: traduction anglaise par la New Sydenham Society sous le titre The course of temperatures in disease (ou encore On the temperature in diseases). La même année, Édouard Séguin publie une édition annotée et abrégée à New-York.
  - 1872: traduction française: Wunderlich, Carl Reinhold August; Labadie-Lagrave, Frédéric; Jaccoud, Sigismond (1872). De la température dans les maladies (in-8°). Paris: F. Savy. pp. XVI-480. lire en ligne sur Gallica.
- «Erfolge der Behandlung der progressiven Spinalparalyse durch Silbersalpeter», dans Archiv der Heilkunde, Leipzig, 1860.
- «Ein weiterer Fall von postmortaler Temperatursteigerung bei einem Tetanischen», dans Archiv der Heilkunde, 1862, 3: 175-178.
- «Weitere Erfahrungen über die Heilwirkung des Silbersalpeters bei progressiver Spinalparalyse», dans Archiv der Heilkunde, 1863, 4: 43-46
  - «Ataxie locomotrice progressive», dans Bulletin général de thérapeutique médicale et chirurgicale, Paris, 1863, 64: 249-254
- «Über die Eigenwärme am Schluss tödtlicher Neurosen», dans Archiv der Heilkunde, 1864, 5: 205-227.
- «Über Fälle von epidemischer Cerebrospinal-Meningitis in Leipzig», dans Archiv der Heilkunde, 1864 et 1865
- «Nachruf auf Griesinger», dans Archiv der Heilkunde, 1869

## Otras lecturas
- Volker Hess, Der wohltemperierte Mensch: Wissenschaft und Alltag des Fiebermessens (1850-1900), Francfort, Campus, 2000
- Wolfgang H. T. Schürmann, Carl Reinhold August Wunderlich und die «Physiologische Heilkunde», Thèse, Medizinische Hochschule Hannover, 1989